# سباستین دورو
سباستین دورو (انگلیسی: Sebastian Doro؛ زادهٔ ۷ ژوئیهٔ ۱۹۹۲) بازیکن فوتبال اهل آلمان است.
از باشگاه‌هایی که در آن بازی کرده‌است می‌توان به باشگاه فوتبال تسویکاو و باشگاه فوتبال کارل زایس ینا اشاره کرد.